# Egzorcyzmy Emily Rose
Egzorcyzmy Emily Rose (ang. The Exorcism of Emily Rose) – dramat filmowy z 2005 roku w reżyserii Scotta Derricksona. Film powstał na podstawie prawdziwej historii młodej Niemki Anneliese Michel.
Scenariusz filmu napisali Scott Derrickson i Paul Harris Boardman. Oparto go na książce Egzorcyzmy Anneliese Michel autorstwa prof. Felicitas D. Goodman, antropologa kultury, religioznawcy i językoznawcy, która badała sprawę tajemniczej śmierci Michel.

## Opis fabuły
Adwokat Erin Bruner (Laura Linney) broni Kościół i księdza, ojca Richarda Moore’a (Tom Wilkinson), który przeprowadził egzorcyzm młodej kobiety, Emily Rose (Jennifer Carpenter), po którym nastąpił zgon. Bruner musi stoczyć walkę zarówno z adwokatem stanowym, jak i z własną samotnością.

## Obsada
- Jennifer Carpenter – Emily Rose
- Laura Linney – Erin Bruner
- Tom Wilkinson – Ojciec Moore
- Campbell Scott – Ethan Thomas
- Kenneth Welsh – doktor Mueller
- Duncan Fraser – doktor Cartwright
- J.R. Bourne – Ray
- Andrew Wheeler – Nathaniel
- Marilyn Norry – Maria Rose
- Katie Keating – Alice Rose
- Joshua Close – Jason